# Финдли, Робби
Ро́бби Фи́ндли (англ. Robbie Findley; 4 августа 1985, Финикс, Аризона) — американский футболист, нападающий. Участник чемпионата мира 2010 года в составе сборной США.

## Карьера

### Клубная
Футбольная карьера Финдли началась в команде Университета штата Орегон. В 2005 и 2006 годах он также играл в любительской команде «Боулдер Рэпидз Ризёрв».
Свой первый профессиональный контракт Финдли заключил с клубом «Лос-Анджелес Гэлакси», который выбрал его на драфте MLS 2007 года под общим 16-м номером.
21 июня 2007 года Финдли, вместе с Нейтаном Стёрджисом, был обменян на Криса Клейна в клуб «Реал Солт-Лейк». В январе 2009 года он был на просмотре в датском «Брондбю», однако несмотря на дубль в контрольном матче, Финдли не смог произвести должного впечатления на руководство датского клуба, и контракт с ним подписан не был. Вместе с клубом из Юты он стал чемпионом MLS в сезоне 2009. По окончании сезона 2010 Финдли уведомил «Реал Солт-Лейк» о намерении покинуть MLS, чтобы попробовать свои силы за рубежом.
После просмотра в клубе Английской Премьер-лиги «Вулверхэмптон Уондерерс», 23 декабря 2010 года Робби в качестве свободного агента подписал контракт с клубом Чемпионшипа «Ноттингем Форест». Из-за травмы бедра, полученной на тренировке вскоре после подписания, он не играл до апреля 2011 года, дебютировав за «Форест» 22 числа месяца в матче против «Лестер Сити». 21 сентября 2012 года Финдли, не имевший игровой практики в начавшемся сезоне, был отдан в аренду в клуб Лиги два «Джиллингем», первоначально на месяц. После семи матчей в составе «Джиллс» он вернулся в «Форест». 14 января 2013 года «Ноттингем Форест» объявил о расторжении контракта с Финдли по взаимному согласию.
16 января 2013 года Финдли вернулся в «Реал Солт-Лейк». После завершения сезона 2014 клуб не продлил контракт с игроком.
12 декабря 2014 года на драфте возвращений MLS Финдли был выбран клубом «Торонто». Он забил гол в своём первом матче за «Торонто», в поединке стартового тура сезона 2015 против «Ванкувер Уайткэпс». В феврале 2016 года клуб отказался от услуг игрока.
24 февраля 2016 года Финдли подписал контракт с клубом Североамериканской футбольной лиги «Райо ОКС». Свой первый гол за «Райо ОКС» он забил 22 апреля 2016 года в матче против «Майами», выигранном со счётом 3:2.
6 марта 2018 года Робби Финдли объявил о завершении карьеры футболиста.

### В сборной
В национальной сборной Финдли дебютировал 17 октября 2007 года в матче со сборной Швейцарии. Всего провёл за сборную 11 матчей. Принимал участие в чемпионате мира 2010.

## Достижения
- Чемпион MLS: 2009